# Stellaria pedersenii
Stellaria pedersenii là loài thực vật có hoa thuộc họ Cẩm chướng. Loài này được Volponi miêu tả khoa học đầu tiên.